# Soy un infeliz
 Soy un infeliz es una película argentina en blanco y negro dirigida por Boris H. Hardy según su propio guion escrito en colaboración con Eduardo Almira que se estrenó el 27 de septiembre de 1946 y que tuvo como protagonistas a Augusto Codecá, Benita Puértolas y Elina Colomer.

## Sinopsis
Un hombre que llega al paraíso explica su infortunio terrenal.

## Reparto
Intervinieron en el filme los siguientes intérpretes:
- Augusto Codecá
- Benita Puértolas
- Elina Colomer
- Enrique Vico Carré
- Juan Serrador
- Olimpio Bobbio
- Carlos Enríquez
- Max Citelli
- Salvador Sinapi
- Gloria Ugarte
- Patricia Castell
- Blanca Tapia
- Ramón J. Garay
- Baby Correa

## Comentarios
El comentarista de Críticase encontró en el filme tanto con «un montón de escenas felices como con espacios en blanco de languidez evidente» en tanto la crónica de Clarín señalaba «alardes técnicos no muy frecuentes en nuestra cinematografía». En la nota crítica del diario Hoy se lee:

«Impresiona mejor antes que por los recursos humorísticos por la elocuencia escenográfica y cuidada vestimenta […] El director Hardy técnicamente es un profesional de fuste.»

Por su parte Manrupe y Portela escriben:

«Sorprendente aprovechamiento del asunto, por parte del subvalorado Hardy. El paraíso con su estética de la revista Rico Tipo, y tal vez con influencias de las películas de Olsen y Johnson como Loquibambia (Hellzapoppin, H. C. Potter, Estados Unidos, 1941) es algo divertido y muy poco visto en nuestro cine.»<ref>